# Escavazione glaciale

Zona di escavazione nella formazione di tarn e circhi.

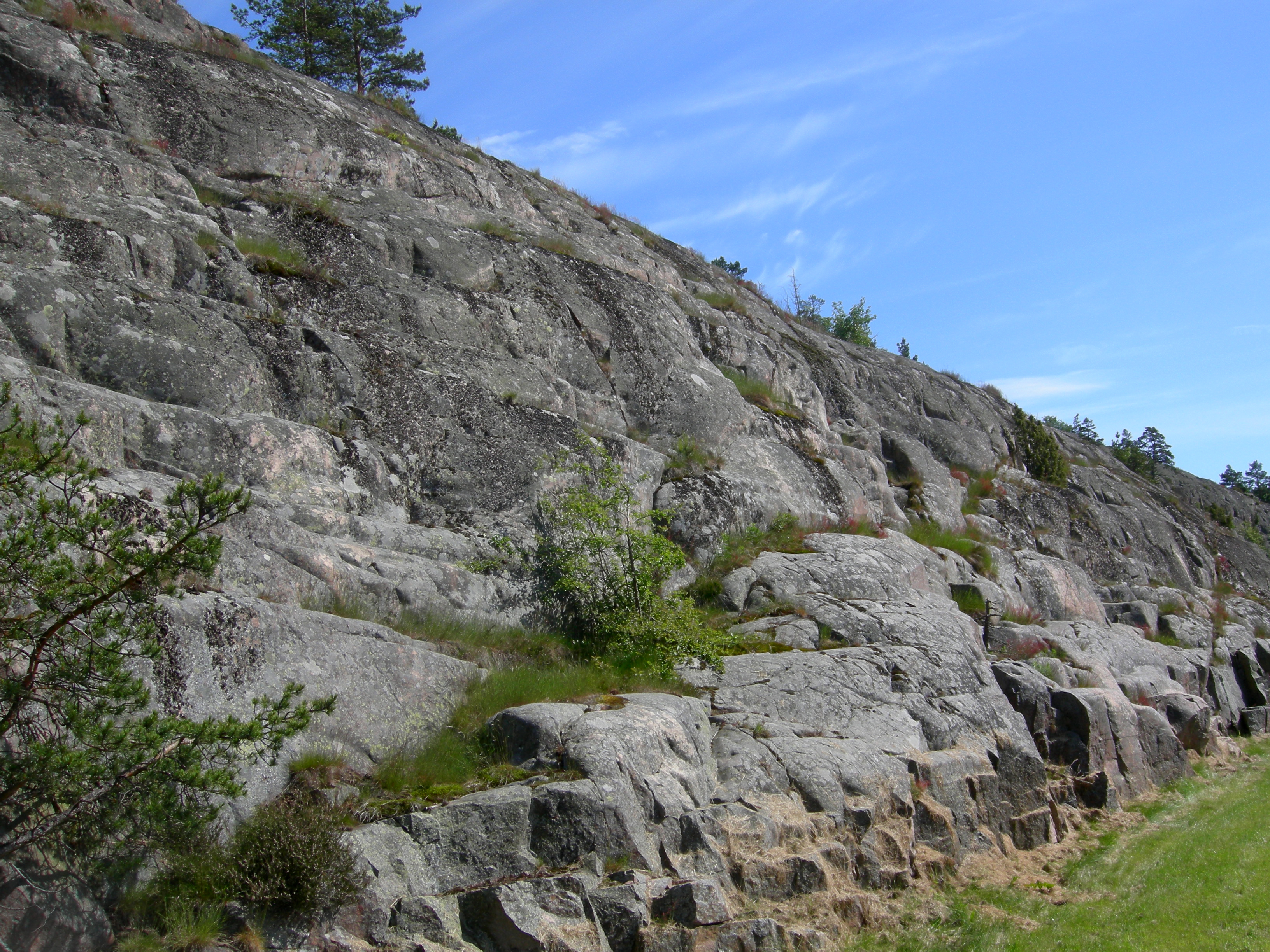
Roccia in posto granitica staccata dal ghiaccio nei pressi di Mariehamn, Isole Åland.

L'escavazione glaciale (in lingua inglese plucking, quarrying) sfrutta le fratture preesistenti nel substrato roccioso e svolge un ruolo chiave nell'allargamento e nella formazione di nuove fratture, fornendo però solo piccoli segmenti di materiale incoerente. L'escavazione è dunque seguita dal trasporto di sedimenti della roccia staccati dal ghiaccio. Durante il trasporto il materiale roccioso staccato viene a congelarsi alla base del ghiacciaio nel quale si incorpora. È determinante che la roccia in posto sia fortemente fratturata, sì da permettere all'acqua di fusione di penetrare. 
Quando la colata si muove a valle vi è attrito con la superficie della roccia. Questo fa sì che il ghiaccio basale del ghiacciaio fonda (aiutando così a lubrificarne il movimento), infiltrandosi nelle fratture del substrato roccioso dove quindi congela. Il movimento della colata fa sì che la roccia, adesso ancorata al ghiacciaio molto più fermamente, venga strappata dal suo strato e trasportata a valle.